# Illa Santa Cruz

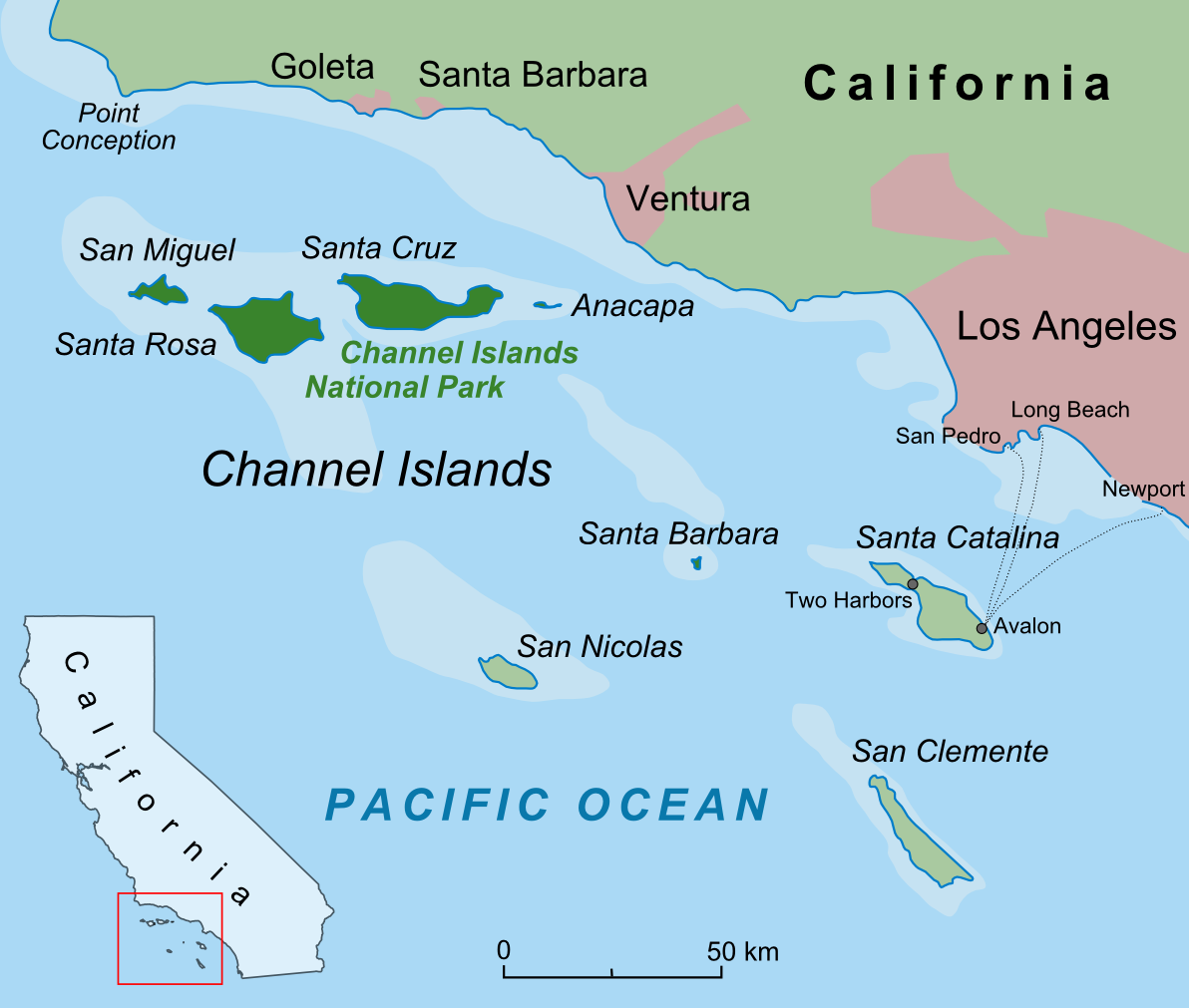
Mapa de les Illes Santa Bàrbara

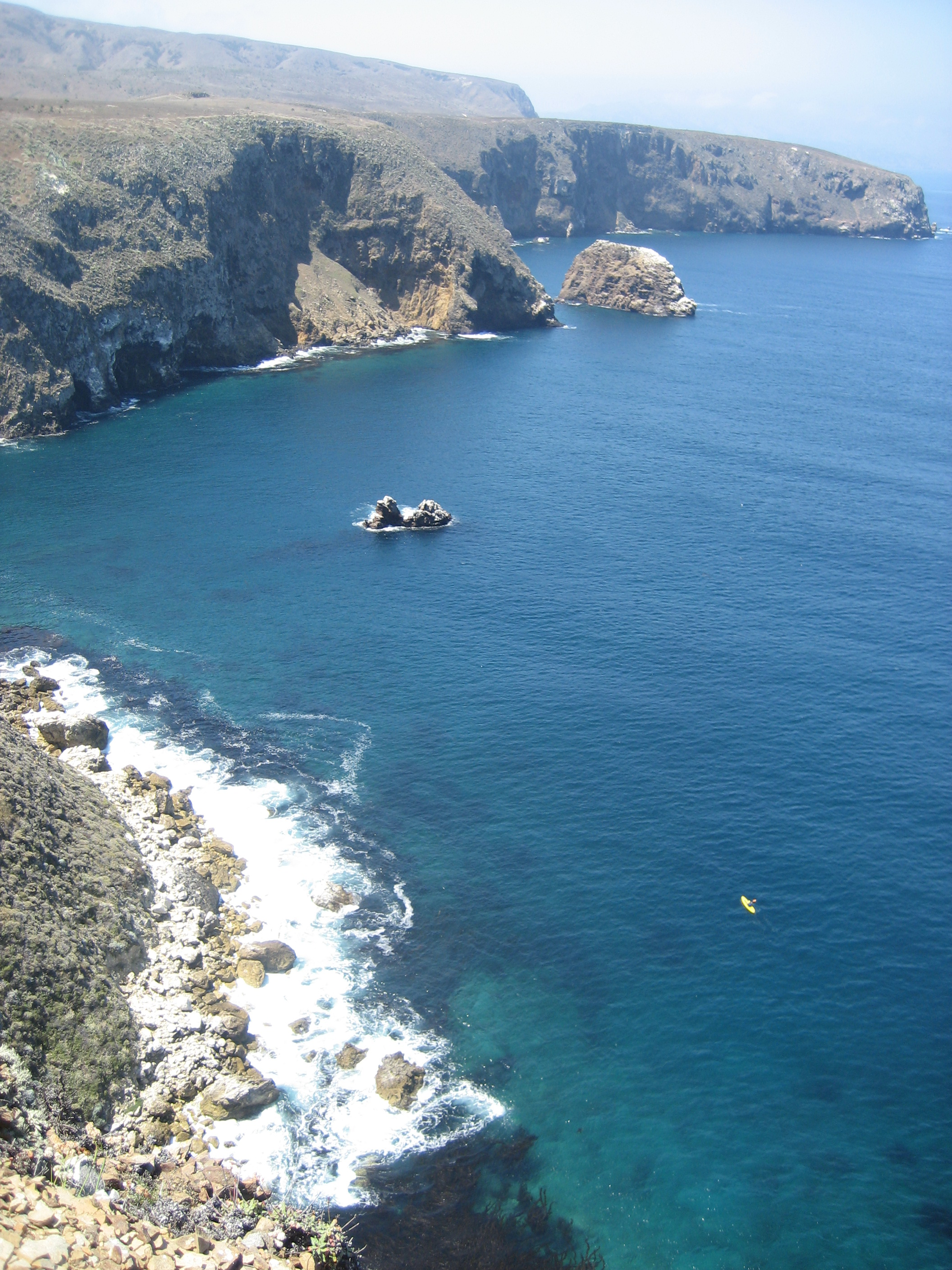
La costa nord de l'illa de Santa Cruz a l'agost.

L'illa Santa Cruz (Santa Creu) és la més gran el territori de la qual és una propietat privada dels Estats Units. L'illa, situada davant la costa de Califòrnia i al comtat de Santa Barbara, amida 35 km de llarg i entre 3 i 10 d'ample. És una de les illes septentrionals de les illes Santa Bàrbara, i la més gran, amb 245,42 km² de superfície.